# Пятница, 13-е (телесериал)
«Пя́тница, 13-е» (англ. Friday, The 13th. The Series) — американо-канадский телесериал ужасов, транслировавшийся телеканалами США и Канады с 1987 года по 1990 год. Компания «CBS Home Entertainment» (подразделение «Paramount») выпустила все три сезона сериала на DVD в первом регионе в 2008—2009 годах. Является частью одноимённой франшизы, однако название — единственное, что связывает сериал с фильмами о Джейсоне Вурхизе.

## Сюжет
Торговец антиквариатом Льюис Вендреди (фр. vendredi — пятница) заключил договор с дьяволом — в обмен на богатство, магическую силу и бессмертие он должен продавать в своём магазине «Антиквариат Вендреди» проклятые вещи — такие как маленький антикварный радиоприёмник, дающий безошибочные ответы на любой вопрос, куртка японского лётчика-камикадзе, делающая своего владельца невидимым, набор театрального грима, способный превратить любого в писаного красавца и т. п. Свойства вещи определялись исключительно фантазией Льюиса и, как правило, основывались на человеческих пороках, являясь при этом практически неуничтожимыми. Ублажая слабости владельца, вещь вынуждала его убивать, принося выгоду только в случае чьей-то смерти, а расплатой за её использование была, конечно, человеческая душа.
Однажды Льюис нарушает условия договора и гибнет. «Антиквариат Вендреди» наследуют его дальние родственники, никогда раньше не встречавшиеся друг с другом: девушка по имени Микки Фостер и её кузен Райан Дэллион. Микки и Райан успевают продать часть находящегося в магазине товара, прежде чем появляется Джек Маршак, старый друг Льюиса, также занимавшийся оккультизмом и объясняет незадачливой парочке, что они натворили. Теперь они должны вернуть в магазин все проклятые вещи, проданные ими и Льюисом, чтобы спасти свои души от проклятия. Вещи следует поместить в специальное хранилище в подвале магазина, где их сила будет ограничена.
Большинство эпизодов сериала посвящены людям, которые используют проклятые вещи ради собственной выгоды или мести и попыткам Микки, Райана и Джека Маршака их вернуть (в большинстве случаев владельцы отнюдь не спешат с ними расставаться, хотя вещи демонстрируют свои свойства только в обмен на человеческое жертвоприношение). Задачу также осложняет тот факт, что проклятые вещи обладают интеллектом, а некоторые даже даром речи: такие как радиоприёмник (эпизод «А теперь новости») или кукла (эпизод «Наследство»). Некоторые эпизоды посвящены столкновениям героев с духом умершего Льюиса и другими силами зла.

## Актёры и персонажи
- Луиза Роуби — Мишель «Микки» Фостер (Michelle «Micki» Foster)
- Джон Д. ЛеМэй — Райан Дэллион (Ryan Dallion)
- Крис Виггинс — Джек Маршак (Jack Marshak)
- Стив Монарк — Джонни Вентура (Johnny Ventura)
- Элиас Зару — Рашид (Rashid)
- Р. Г. Армстронг — Льюис Вендреди (Lewis Vendredi)

## Производство
Первоначально сериал должен был называться «13-й час», однако один из продюсеров, Фрэнк Манкузо-Младший, исходя из маркетинговых соображений, переименовал его в «Пятница, 13-е», чтобы привлечь дополнительное внимание аудитории. Несмотря на название, сериал не имеет никакой сюжетной связи с серией фильмов ужасов о Джейсоне Вурхизе.
Сериал был отменён во время съёмок 20-й серии 3-го сезона (предыдущие два были по 26 серий). Решение об отмене было таким внезапным, что сериал в итоге закончился без какого-либо финала, поскольку у авторов попросту не было ни времени, ни денег, чтобы как-либо его завершить.

## Интересные факты
- Хотя сериал не имеет сюжетной связи с одноименной серией фильмов, многие из принимавших участие в его создании работали также на съёмочных площадках кинофильмов о Джейсоне Вурхизе, а Джон Д. ЛеМэй исполнил главную мужскую роль в фильме «Последняя пятница. Джейсон отправляется в ад» (1993).
- Среди поклонников сериала долгое время ходил слух, что один из последних эпизодов должен быть посвящён хоккейной маске Джейсона Вурхиса,[1] которая якобы является одной из проклятых вещей, созданных Льюисом Вендреди. Однако позже авторы пояснили, что у них никогда не было мыслей о том, чтобы официально связать франшизу с сериалом[2].
- В 2009 году в США начался показ телесериала «Хранилище 13», с очень схожим сюжетом[3][4][5] — двое молодых людей под руководством более старшего и мудрого товарища, занимаются розыском неких мистических предметов которые следует хранить в специальном защищённом хранилище. В связи с этим правообладатель, американский телеканал Syfy Universal был обвинен в плагиате.